# Días de Vino y Rosas
Días de Vino y Rosas (abreviado como DDVYR, DVR o simplemente Días), fue una banda de pop-rock zaragozana que se coronó como uno de los máximos representantes de la escena musical aragonesa underground de principios de los años 1990.

## Historia
Comienzan su andadura en 1986, fundada por Juan Aguirre (guitarra) y Enrique de Pablo (voz). Un tiempo después entra Chema Fernández (quien luego sería manager de la propia banda y otras y promotor de conciertos) a la batería y, en alguno de los pocos conciertos que dieron, colabora tocando el bajo Jorge Obradó, entonces guitarra de Edición Fría, donde tocaba el bajo Joaquín Cardiel que luego se incorporaría a Héroes del Silencio. En 1987, se incorporaron a la banda Carlos Alda (bajo) y Gonso (Gonzalo Alonso, batería en aquel momento), ambos provenientes de Los Modos. Como cuarteto graban una maqueta con dos temas, uno instrumental y otro llamado "Pasión", producida por Chema Fernández. Entre 1988 y 1989 se produce un cambio de formación con las salidas sucesivas de Enrique y Carlos, de modo que en el verano de 1989 quedó configurado su núcleo "clásico" con Gonso (voz, guitarra, saxofón y piano), Juan Aguirre (guitarra principal y coros) y Blanca de Haes (bajo, teclados y coros, en el disco aparece como Blanca García). A partir de 1991 pasa a formar parte de la banda Ramón Gacías (batería y percusiones), proveniente de Gazza, conformando el cuarteto definitivo y resolviendo el problema de la falta de un batería fijo que tanta mella les hizo en años anteriores.
Uno de sus temas más populares fue "Biarritz", versionada en 2008 por Amaral.
Sus últimos conciertos hasta la fecha fueron en 1995, aunque en varias ocasiones los miembros de la banda han mostrado predisposición a realizar un nuevo y último concierto como broche de oro de aquella aventura 15 años después, si las agendas lo permiten.
Firmaban un sonido pop-rock, inicialmente pop muy limpio y nítido y posteriormente muy evolucionado hasta ofrecer toda una amalgama de matices y complejidad musical. Catalogado como "pop de tintes psicodélicos" por algunos críticos de la época, fue un grupo rupturista en muchos aspectos y con muy distintas influencias; se les comparó mucho con grupos como R.E.M. y New Order, pero ellos manifestaron tener influencias más tempranas como Byrds, Rolling Stones, Beatles, Doors o Velvet Underground, y podemos incluir la influencia de sus adorados y psicodélicos Biff Bang Pow!, y por supuesto David Bowie (Rebel Rebel era un tema recurrente en los directos) y la evidente influencia del sonido de The Cure en la brillante canción El Baile de Milano de casi ocho minutos de duración.
Sus letras eran intensas, profundas, líricas y muy cuidadas. Su sonido en directo era muy potente y redondo principalmente a partir de 1992, tanto en conciertos "enchufados" como en conciertos "básicos" con el público sentado. La puesta en escena de los conciertos -aunque con el obvio bajo presupuesto- era elegante, romántica y trabajada, siendo sus máximos exponentes el doble concierto del Teatro del Mercado (febrero de 1994) y la caracterización de Gonso como Arlequín en los conciertos de finales de 1994 y de 1995.
Grabaron varias maquetas antes de su disco, la primera de ellas "casera" grabada en un estudio del barrio de Las Fuentes de Zaragoza en 1987, la segunda fue en 1988 en el estudio Tsunami de San Sebastián (donde colaboró Gabriel Sopeña en los arreglos y grabación), y posteriormente una de gran calidad en 1989 ya con la formación "clásica" de la banda" (también en el estudio Tsunami), las dos últimas conteniendo -entre otros- uno de los temas más conocidos del grupo, Biarritz.
En 1990, fichan por la discográfica RCA / BMG-Ariola, y en 1991 se edita el primer (y único) disco con título "Días de Vino y Rosas" que fue grabado -todavía sin Ramón- en el estudio Sincronía de Madrid y salió en formatos de LP (vinilo), casete y CD; dicho trabajo fue producido por Gonzalo Lasheras (que fue productor de Duncan Dhu o Esclarecidos) y en su momento dicha producción fue criticada por obtener un resultado excesivamente sobrio y pop. Del trabajo se extrajeron dos singles de 7" ("Biarritz" y "Enemigos") y un Maxi-single de 12" ("Días de Vino y Rosas").
En 1993 se graba la demo para el segundo disco, en el Estudio 55 de los hermanos de Ramón Gacías, disco que nunca se grabó definitivamente (o al menos nunca se editó) aunque dicha demo -de gran calidad- es una de las referencias actuales entre los seguidores que aún tiene el grupo. En 1994 se graba su última maqueta (compuesta por cinco temas) en los Estudios Central de Zaragoza, la cual es mucho menos conocida que la demo del 93 pero incluso de mayor calidad artística.
Cuentan con dos videoclips en su haber. El primero, Buscarás, realizado en 1989 con el sonido de la maqueta de los Tsunami de ese mismo año (videoclip de "presupuesto cero"). Y el segundo, más profesional, fue Enemigos y se grabó tras el lanzamiento del disco con el sonido del mismo; este videoclip fue emitido en varias cadenas de televisión nacionales.
En el plano internacional, su disco tuvo cierta repercusión en México gracias la emisora de radio ROCK 101, e hicieron en 1994 una gira por Holanda.
Tanto si fue por las escasas ventas del disco, como si fue por las exigencias de la banda a la discográfica una mayor y mejor promoción, el hecho es que terminaron siendo expulsados de RCA y esta fatalidad significó el principio del final del grupo, que en sus propias palabras "perdió la ilusión por seguir luchando"... hasta desaparecer definitivamente en 1995, ofreciendo su último concierto el 5 de agosto y emitiendo una nota a los medios locales anunciando la disolución de la banda. En abril de ese año actuaron como teloneros de Simple Minds en la Plaza del Pilar, tratándose del último concierto importante de la formación (el último fue en Lumpiaque, junto a Las Novias).
Fue un grupo más apoyado por la crítica especializada que por el público en general, aunque eran una de las principales referencias "underground" del panorama Zaragozano con llenos en casi todos sus últimos conciertos. Según Juan Aguirre, estuvieron "en el lugar adecuado, pero un poco antes del momento adecuado".

## Discografía
- Días de Vino y Rosas[6] (LP/CD/MC) (RCA / BMG-Ariola, 1991), grabado en los estudios Sincronía de Madrid. Del trabajo se extrajeron dos singles de 7" (Biarritz y Enemigos) y un Maxi-single de 12" (Días de Vino y Rosas), y se grabó un videoclip (Enemigos).
- Los temas Biarritz y Enemigos también aparecieron en los recopilatorios Zaragoza Vive (A La Inversa records, 1995) y Denominación de Origen (Ediciones Valú, 2002), respectivamente.

Adicionalmente, grabaron cuatro maquetas y una demo completa:
- 1987, en un estudio de Zaragoza (en el barrio de Las Fuentes).
- 1988,[7] en el estudio Tsunami de San Sebastián.
- 1989,[8] también en el estudio Tsunami de San Sebastián, con la que grabaron también un videoclip (Buscarás).
- 1993,[9] demo del segundo disco inédito, en el Estudio 55 de los hermanos Gacías en Zaragoza.
- 1994,[10] en los Estudios Central de Zaragoza, de Juanmi Sánchez.

## Componentes y carreras posteriores
Sus miembros han seguido con éxito sus carreras musicales:

- Juan Aguirre como colíder y guitarrista de Amaral desde esa época hasta la actualidad.
- Gonzalo Alonso, en distintos proyectos, los más recientes El Hombre Azul, La Querencia ("nuevo flamenco"), The Daltonics y notables bandas sonoras de cortometrajes, composiciones para compañías de ballet internacionales y otros espectáculos artísticos.
- Blanca de Haes en distintos proyectos musicales, los últimos El Galgo Rebelde y Beefhead, así como profesora de Música, entre otros, en el Instituto Siglo XXI de Pedrola (Zaragoza) y el IES José Manuel Blecua de Zaragoza.
- Ramón Gacías como batería y ayudante de producción habitual de Bunbury en la actualidad (y anteriormente en Amaral, Distrito 14, Niños del Brasil,...).
- Enrique de Pablo tuvo un proyecto propio, De La Lluvia.
- Carlos Alda, anteriormente en Los Modos, no tuvo carrera musical posterior conocida.